# 阿爾巴·魯埃達
阿爾巴·魯埃達（Alba Rueda，1976年4月7日—）是一名阿根廷政治家，她於2020年1月至2022年5月間擔任婦女、性别和多元部多元政策次長，成為阿根廷第一位擔任政府高官的出櫃跨性別政治家。

## 早期生活
魯埃達1976年4月7日出生於薩爾塔 ，於1990年代全家搬到布宜諾斯艾利斯，過著貧困的生活。她16歲出櫃，改名阿爾巴。她在布宜諾斯艾利斯大學主修哲學，但在畢業前不久，因校方的跨性別恐懼而退學。

## 倡議工作
2003 年，魯埃達2003年起，開始出入布宜諾斯艾利斯的跨性别中心貢多拉飯店。貢多拉飯店後來成為阿根廷跨性別運動的重要據點。她在那裡認識了當地著名的跨性别倡議者，包括瑪琳·韋亞爾和洛哈娜·伯金斯。魯埃達主張把跨性別納入女性主義中，推動跨性别女性主義女性。魯埃達在阿根廷發起同性婚姻運動，致使2010年阿根廷同性婚姻合法化；在2012年成功推動通過性别認同法。性別認同法通过後，魯埃達發起了0800電話熱線，幫助阿根廷跨性別者，在個人證件上註冊姓名與性別。
魯埃達2006年起，在國家反歧視、反仇外與反種族主義研究所（西班牙语： Instituto Nacional contra la Discriminación, la Xenofobia y el Racismo, INADI）工作。由於她的性别認同和證件不符，魯埃達兩年沒有拿到薪水；她开始公开倡議在她的薪資單上承認她的性別認同，直到2008年前總統克里斯蒂娜·費南德茲·德基西納批准通過魯埃達2019年終於變更了身分證（ Documento Nacional de Identidad ，DNI）。她接著對薩爾塔大主教提告，因为他拒絕以她選擇的名字更新她的受洗證明。 
除了國家反歧視、反仇外與反種族主義研究所外，魯埃達还是拉丁美洲第一本跨性别新聞雜誌Notitrans的記者。魯埃達是阿根廷跨性別女性（西班牙語： Mujeres Trans Argentina ）的發起人及主席。她曾在Floreal Gorini合作中心性别傳播部擔任研究員。魯埃達也是布宜諾斯艾利斯市法制局司法性別觀察團的成員。

## 從政生涯
2019年12月24日，阿根廷政府宣布任命魯埃達為新成立的婦女、性别和多元部的多元政策次長。魯埃達於2020年1月就任。她推動一項就業保障法，要求公部門須聘用至少1%的跨性別者。該法於2021年6月由国会通過。魯埃達曾批評阿根廷政府暗示異性戀也是「性多元」的一部分。2022年，魯埃達被任命為外交和宗教事務部部長聖地亞哥·卡費洛的性取向和性别認同特使。魯埃達與美國的潔西卡‧史登 (Jessica Stern) 、英國的尼克·赫伯特、義大利的Fabrizio Petri與德國的斯帆·萊曼，一起成為倡議LGBTQIA權利的五位國際特使之一。
2022年6月，魯埃達呼籲政府正視阿根廷境内的跨女仇恨謀殺問題。

## 榮耀
2021年，魯埃達入選BBC巾幗百名中，表彰世界上最具影響力的女性。
2022 年，魯埃達入選《時代雜誌》的時代百大人物未來榜。